# Microrégion de Jacarezinho
La microrégion de Jacarezinho est l'une des cinq microrégions qui subdivisent le nord pionnier de l'État du Paraná au Brésil.
Elle comporte 6 municipalités qui regroupaient 119 534 habitants en 2006 pour une superficie totale de 2 760 km².

## Municipalités[1]
- Barra do Jacaré
- Cambará
- Jacarezinho
- Jundiaí do Sul
- Ribeirão Claro
- Santo Antônio da Platina